# Dipseudopsis nebulosa
Dipseudopsis nebulosa är en nattsländeart som beskrevs av Albarda in Veth 1881. Dipseudopsis nebulosa ingår i släktet Dipseudopsis och familjen Dipseudopsidae. Inga underarter finns listade i Catalogue of Life.